# 天爐座TY
天爐座TY，又名CD-25 979，HD 15634、SAO 167837、HR 733，是天爐座的一颗恒星，视星等为6.51，位于銀經213.52，銀緯-67.78，其B1900.0坐标为赤經2h 25m 44s，赤緯-25° -67.78′ 56″。